# A Ferencvárosi TC 1970-es szezonja
A Ferencvárosi TC 1970-es szezonja szócikk a Ferencvárosi TC első számú férfi labdarúgócsapatának egy szezonjáról szól, mely összességében és sorozatban is a 69. idénye volt a csapatnak a magyar első osztályban. A klub fennállásának ekkor volt a 71. évfordulója.

## Mérkőzések
| Színmagyarázat | Színmagyarázat |
| -------------- | -------------- |
|                | Győzelem.      |
|                | Döntetlen.     |
|                | Vereség.       |

### NB 1 1970

#### 1970. évi tavaszi Nemzeti Bajnokság
B csoport
| 1. forduló 1970. március 1. |

| Salgótarjáni BTC | 1 – 2               | Ferencváros           |
| ---------------- | ------------------- | --------------------- |
| Szalay 11'       | (1 – 1) Jegyzőkönyv | Branikovits 5' Kű 69' |

| Salgótarján Nézőszám: 6 000 Játékvezető: Bíróczky János (magyar) |

| 2. forduló 1970. március 8. |

| Ferencváros         | 2 – 0               | Dunaújvárosi Kohász |
| ------------------- | ------------------- | ------------------- |
| Branikovits 54' 86' | (0 – 0) Jegyzőkönyv | Somogyvári 88′      |

| Népstadion, Budapest Nézőszám: 5 000 Játékvezető: Balla Gyula (magyar) |

| 3. forduló 1970. március 15. |

| Haladás VSE | 1 – 1               | Ferencváros |
| ----------- | ------------------- | ----------- |
| Iszak 60'   | (0 – 1) Jegyzőkönyv | Kű 37'      |

| Rohonci úti stadion, Szombathely Nézőszám: 7 000 Játékvezető: Emsberger Gyula (magyar) |

| 4. forduló 1970. március 22. |

| Ferencváros                    | 4 – 0               | SZEOL |
| ------------------------------ | ------------------- | ----- |
| Füsi 17' 74' Kű 42' Juhász 60' | (2 – 0) Jegyzőkönyv |       |

| Népstadion, Budapest Nézőszám: 22 000 Játékvezető: Szkokán Zoltán (magyar) |

| 5. forduló 1970. március 28. |

| Csepel SC | 0 – 0               | Ferencváros |
| --------- | ------------------- | ----------- |
|           | (0 – 0) Jegyzőkönyv | Bálint 64′  |

| Béke téri stadion, Budapest Nézőszám: 6 000 Játékvezető: Radó János (magyar) |

| 6. forduló 1970. április 5. |

| Ferencváros | 1 – 0               | Budapesti Honvéd |
| ----------- | ------------------- | ---------------- |
| Füsi 45'    | (1 – 0) Jegyzőkönyv |                  |

| Népstadion, Budapest Nézőszám: 50 000 Játékvezető: Zsolt István (magyar) |

| 7. forduló 1970. április 19. |

| Pécsi Dózsa | 0 – 0               | Ferencváros |
| ----------- | ------------------- | ----------- |
|             | (0 – 0) Jegyzőkönyv |             |

| PMFC Stadion, Pécs Nézőszám: 8 000 Játékvezető: Müncz György (magyar) |

| 8. forduló 1970. április 26. |

| Ferencváros       | 2 – 0               | Salgótarjáni BTC |
| ----------------- | ------------------- | ---------------- |
| Vépi 40' Füsi 77' | (1 – 0) Jegyzőkönyv |                  |

| Népstadion, Budapest Nézőszám: 30 000 Játékvezető: Balla Gyula (magyar) |

| 9. forduló 1970. május 6. |

| Dunaújvárosi Kohász | 1 – 1               | Ferencváros |
| ------------------- | ------------------- | ----------- |
| Simon 41'           | (1 – 0) Jegyzőkönyv | Albert 68'  |

| Dunaújváros Nézőszám: 15 000 Játékvezető: Kaposi Sándor (magyar) |

| 10. forduló 1970. május 10. |

| Ferencváros    | 2 – 1               | Haladás VSE |
| -------------- | ------------------- | ----------- |
| Albert 28' 42' | (2 – 1) Jegyzőkönyv | Iszak 43'   |

| Népstadion, Budapest Nézőszám: 18 000 Játékvezető: Kamarás István (magyar) |

| 11. forduló 1970. május 20. |

| SZEOL    | 1 – 0               | Ferencváros |
| -------- | ------------------- | ----------- |
| Vass 48' | (0 – 0) Jegyzőkönyv |             |

| Szeged Nézőszám: 12 000 Játékvezető: Zsolt István (magyar) |

| 12. forduló 1970. május 23. |

| Ferencváros | 1 – 0               | Csepel SC |
| ----------- | ------------------- | --------- |
| Albert 77'  | (0 – 0) Jegyzőkönyv |           |

| Népstadion, Budapest Nézőszám: 25 000 Játékvezető: Petri Sándor (magyar) |

| 13. forduló 1970. május 27. |

| Budapesti Honvéd           | 3 – 0               | Ferencváros |
| -------------------------- | ------------------- | ----------- |
| Pusztai 16' Pintér 17' 82' | (2 – 0) Jegyzőkönyv |             |

| Bozsik József Stadion, Budapest Nézőszám: 25 000 Játékvezető: Kaposi Sándor (magyar) |

| 14. forduló 1970. május 30. |

| Ferencváros          | 1 – 0               | Pécsi Dózsa |
| -------------------- | ------------------- | ----------- |
| Szőke 80' (11-esből) | (0 – 0) Jegyzőkönyv |             |

| Népstadion, Budapest Nézőszám: 10 000 Játékvezető: Soós Gábor (magyar) |

#### A B csoport végeredménye
|   | Csapat              | Játszott | Gy | D | V | L  | K  | GK  | Pont |
| - | ------------------- | -------- | -- | - | - | -- | -- | --- | ---- |
| 1 | Ferencváros         | 14       | 8  | 4 | 2 | 17 | 8  | +9  | 20   |
| 2 | Bp. Honvéd SE       | 14       | 8  | 2 | 4 | 26 | 9  | +17 | 18   |
| 3 | Csepel SC           | 14       | 6  | 5 | 3 | 18 | 6  | +12 | 17   |
| 4 | Pécsi Dózsa         | 14       | 6  | 4 | 4 | 18 | 11 | +7  | 16   |
| 5 | Dunaújvárosi Kohász | 14       | 4  | 4 | 6 | 15 | 22 | -7  | 12   |
| 6 | Haladás             | 14       | 3  | 5 | 6 | 13 | 22 | -9  | 11   |
| 7 | Salgótarjáni BTC    | 14       | 3  | 4 | 7 | 14 | 25 | -11 | 10   |
| 8 | SZEOL               | 14       | 3  | 2 | 9 | 15 | 33 | -18 | 8    |

#### Helyosztó
Döntő
| 1970. június 6. |

| Újpesti Dózsa            | 3 – 2               | Ferencváros        |
| ------------------------ | ------------------- | ------------------ |
| Dunai 20' 89' Göröcs 86' | (1 – 1) Jegyzőkönyv | Szőke 16' Füsi 68' |

| Megyeri út, Budapest Nézőszám: 25 000 Játékvezető: Almási János (magyar) |

| 1970. június 27. |

| Ferencváros     | 1 – 1               | Újpesti Dózsa    |
| --------------- | ------------------- | ---------------- |
| Branikovits 58' | (0 – 0) Jegyzőkönyv | Vépi 72' (öngól) |

| Népstadion, Budapest Nézőszám: 60 000 Játékvezető: Zsolt István (magyar) |

### Magyar kupa
1. forduló
| 1970. június 23. |

| Ceglédi MEDOSZ | 0 – 3       | Ferencváros    |
| -------------- | ----------- | -------------- |
|                | Jegyzőkönyv | Branikovits Kű |

| Cegléd |

2. forduló
| 1970. július 1. |

| Komlói Bányász | 2 – 0       | Ferencváros |
| -------------- | ----------- | ----------- |
|                | Jegyzőkönyv |             |

| Komló |

### Egyéb mérkőzések
| 1970. június 10. |

| Ferencváros  | 2 – 0       | Wiener Sport-Club |
| ------------ | ----------- | ----------------- |
| Juhász Novák | Jegyzőkönyv |                   |

| Népstadion, Budapest |

| 1970. június 20. |

| Wiener Sport-Club | 3 – 4       | Ferencváros         |
| ----------------- | ----------- | ------------------- |
|                   | Jegyzőkönyv | Kű Juhász Mucha ög' |

| Bécs |

## Külső hivatkozások
- A csapat hivatalos honlapja (magyarul)
- Az 1970-es szezon menetrendje a tempofradi.hu-n (magyarul)